# Rás 1
Rás 1 est une station de radio publique islandaise appartenant au groupe Ríkisútvarpið (RÚV). 
Station de format généraliste, Rás 1 accorde une grande importance à l'information, aux débats, à la culture et au divertissement. Sa programmation se base sur la Loi sur la radiodiffusion islandaise, promulguée en 1985, qui préconise de « promouvoir la langue, l'histoire et l'héritage culturel islandais », mais aussi « les droits de l'Homme, les valeurs démocratiques ainsi que la liberté d'expression et d'opinion ». Les programmes diffusés à l'antenne visent ainsi toutes les composantes de la population, depuis les plus jeunes jusqu'aux plus âgés. 

## Histoire
Le gouvernement islandais créé Ríkisútvarpið, entreprise de radiodiffusion publique, au cours de l'année 1930. Les premières émissions régulières de Rás débutent le 20 décembre de cette même année. Sa couverture est alors très restreinte, et seuls les auditeurs de la région de Reykjavik peuvent bénéficier des émissions de la radio nationale. Celles-ci sont encore assez rares, la station n'émettant à ses débuts qu'à raison de quelques heures, en soirée. En 1932, la grille des programmes est enrichie, et la station commence à émettre à midi. 
Rás reste la seule station de radio du pays jusqu'en 1983, année de création de Rás 2. Le monopole de la radio-télévision d'état reste en vigueur jusqu'en 1985.

## Programmes
Rás 1 se définit comme une radio de service public, au service de tous les Islandais. Sa grille des programmes est rythmée par de nombreux journaux parlés (Fréttir) qui détaillent les principaux événements en Islande et dans le reste du monde. De nombreux magazines sont diffusés à l'antenne, comme l'émission matinale Morgunstund (informations, débats, reportages) ou le programme culturel Fólk og fræði.

## Diffusion
Rás 1 est disponible en modulation de fréquence (FM) sur l'ensemble du territoire islandais. Elle dispose de deux fréquences à Reykjavik (92.4 MHz et 93.5 MHz). Bien qu'un temps envisagée, la reprise des stations de radio publiques islandaises par satellite ne semble plus à l'ordre du jour, mais Rás 1 et Rás 2 sont disponibles sur internet, et peuvent ainsi être écoutées dans le monde entier.